# Raoul de la Flèche
Raoul de la Flèche (mort le 17 mars 1335) est un ecclésiastique qui fut évêque de Saint-Brieuc de 1329 à 1335. D'origine noble, il est lié à la famille de Beaumont.

## Biographie
Raoul de la Flèche est le chapelain de Raymond-Guilhem de Fargues, le cardinal-neveu de Clement V. Il est d'abord chantre à l'abbaye de St-Aubin avant de devenir chanoine à Nantes en 1317. En 1323, il est sous-chantre à Albi. De retour dans le diocèse d'Angers, il devient chanoine de St-Pierre et archiprêtre de Saumur. À la mort d'Hugues Odard en décembre 1323, Il est élu évêque d'Angers par le chapitre. Jean XXII casse la décision et nomme à sa place en 1324 Foulques de Mathefelon.  Le 28 janvier 1329 il est nommé évêque de Saint-Brieuc après les défections successives d'André de Florence, Guillaume de Roseyo et de Mathieu Ferrand. Il fait sa soumission à la Chambre apostolique le 2 mars 1329. Le 1 septembre suivant, il est parmi les prélats réunis à Vincennes par le roi Philippe V de France pour statuer sur la juridiction entre les évêques et les officiers royaux. Dans son diocèse il est à l'origine de la chapelle Notre-Dame près du pont de Gouëdic. Il meurt en 1335 le 17 mars selon l'obituaire de l'abbaye de Beauport.

## Source
- (la) Jean-Barthélemy Hauréau, Gallia Christiana, vol. XIV Provincia Turonensi, Paris, Firmin-Didot, 1856, p. 1094 Ecclesia Briocensis, Episcopi Briocenses XXIV Radulfus II